# Resonet Futurama
La Resonet Futurama o Grazioso fue una guitarra eléctrica de la marca Resonet modelo Futurama que traía algunas veces escrito la leyenda Grazioso sobre el clavijero. Fue utilizada en algunas giras por George Harrison.

## Historia
La Futurama Grazioso es una guitarra de cuerpo sólido fabricada entre los años 1950 y 1970 aproximadamente, perteneciente a la marca Resonet que se manufacturaba por la empresa Delicia de Czechoslovakia que era renombrada a Selmer para ser posteriormente vendidas en el Reino Unido, todo bajo la supervisión de Höfner, compañía de la cual Resonet dependía, se hizo fama al ser elegida por el Ex Beatle George Harrison en su gira con The Beatles por Hamburgo, fue adquirida por Harrison en una tienda de Liverpool cuando se disponía a adquirir una Stratocaster, sin embargo en Inglaterra era casi imposible encontrar el modelo de Fender Stratocaster, cuando Paul McCartney probó la guitarra en la tienda, no pudo sacar un buen sonido con esta, ya la Resonet tenía una alto de cuerdas fuera de lo normal, a pesar de eso, cuando Harrison la tocó, pudo lograr el sonido que buscaba, adquirió esta guitarra por un valor de £58. Harrison grabó con esta guitarra la Canción "Cry for a Shadow" una canción instrumental que fue lanzada en el lado B de "Why".

## Descripción
La Resonet es una guitarra de cuerpo sólido hecho de Maple (arce) en dos pieza muy similar al diseño de la Fender Stratocaster, tiene un sistema de tremolo con seis silletas ajustables que mejoraba el diseño de una Stratocaster volviéndola más estable y propiciando las primeras ideas para crear los Floyd Rose, posee tres cápsulas singles con polos ajustables de manera individual, se activan mediante un switch tipo "tecla de piano" que da la posibilidad de 7 combinaciones diferentes al momento de activar las cápsulas, el mástil o mango se compone de una sola pieza de maple pudiendo tener el fretboard (diapasón) de Maple (Arce) o Rosewood (Palo rosa), el clavijero tiene las clavijas en formato 3x3 lo que quiere decir que son tres clavijas por lado, el "Nut" de la Resonet tiene una forma poco convencional en comparación con el resto de las guitarras, ya que este en vez de ser recto como casi todos, tiene una forma ovalada en dirección a las clavijas pero como todas las demás, está compuesto de plástico.

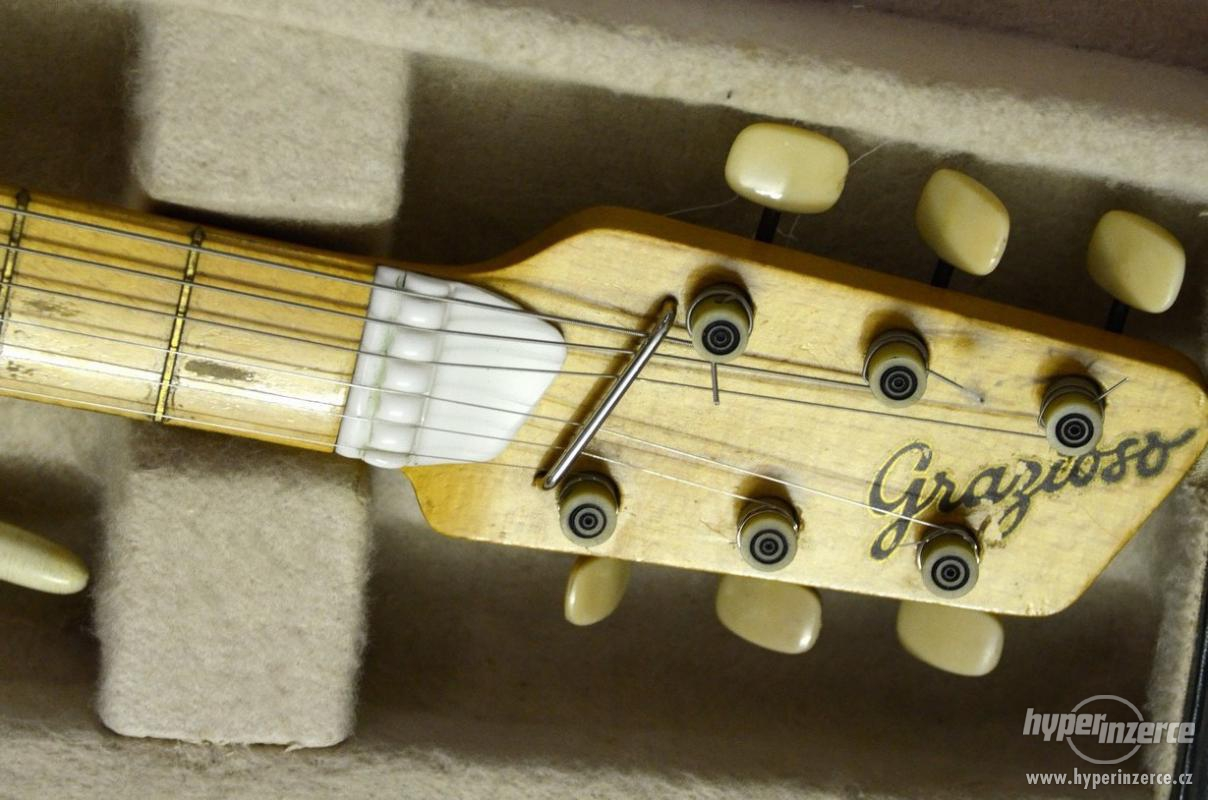
Clavijero Resonet

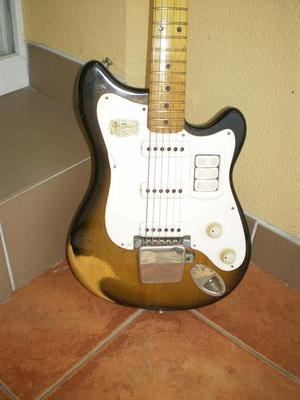
Cuerpo de Resonet

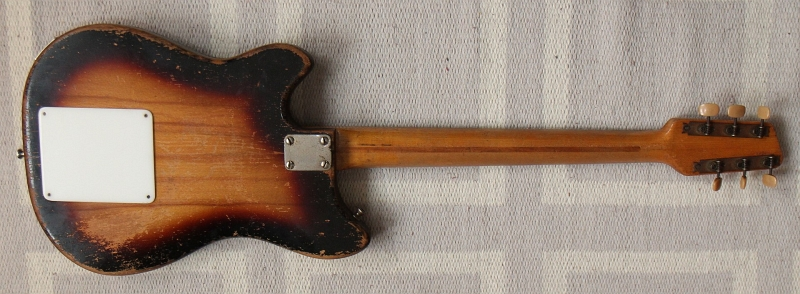
Resonet Futurama por atrás